# Индипасха
Индипасха е предполагаемо древно тракийско скално оброчище, намиращо се в близост до село Сливарово на територията на природен парк Странджа.

## Описание и особености

### Произход на името
Твърди се, че Индипасха е започнало да действа като култово място преди повече от 2000 години, но за конкретна датировка не съществува научна хипотеза. Съществуват предположения, че името на оброчището означава „след Пасха“ или дори „анти Пасха“ – т.е. „срещу Великден“, но тези предположения не почиват върху конкретни научни доказателства.

### Народно предание
Според устно предаваната легенда от жителите на село Сливарово, след столетия на забрава, изворът с лековитата вода, бликащ изпод скалите на култовото място, случайно е открит от собственик на сляп бивол. Животното служило на стопаните си дълги години, но остаряло и ослепяло. Собственикът не искал да умъртвява остарялото животно, затова го пуснал на свобода в гората. Няколко дни след като бил пуснат на свобода, биволът се завърнал прогледнал. Минало известно време и поради старостта животното отново ослепяло. Така, няколко пъти се повтаряло чудодейното „проглеждане“ на бивола, докато собственикът му решил да го проследи, за да разбули мистерията. Така стигнал до скали, в чиято основа се процеждала вода, която се събирала в малко езерце. Така „тръгва“ и вярването за „живата вода“, която лекува болести и изцерява недъзи. 

### Религиозен синкретизъм
Според проф. Валерия Фол тук по неповторим начин се съчетават християнските с езическите вярвания – когато се ражда Гръмовежецът Зевс, майка му, съпругата на Кронос – Рея, го скрива в пещера на о-в Крит, за да не го погълне баща му, както предишните пет нейни отрочета (Хестия, Деметра, Хера, Хадес и Посейдон). Там, в пещерата, хуритите играят и вдигат шум, за да не чуе Кронос плача на новородения Зевс. В пещерата богът расте, кърми го козата Амалтея. Когато Кронос научава това, я наказва, но за да не я оскверни (защото Алматея е свещената коза), тя е закачена да виси. За да е нито на земята, нито във водата, все едно – не съществува. На Индипасха, според проф. Фол, наблюдаваме точно този най-древен култ, с почитането на четирите космически стихии в първичния вид, най-стар и хилядолетен. На това култово място, няма архитектурно усвояване на пространството. Това е свещено пространство, с лечебна вода, животворяща вода, животворяща скала. Това „най-древно възможно“ светилище е живо и днес. Скалата е вярвана като първоматерия, а едно от най-старите вярвания е, че човекът произхожда от скала, камък, от който е и самата глина, мислена по същия начин. Камъкът затова е почитан, носен, оставян на свещени места. Христос е крайъгълен камък, не защото е строител на църква, а защото това е космоградежът, обобщава проф. Валерия Фол.
Наред с древното светилище се издига и малък параклис, където поклонниците носят християнски икони – всяка на светеца, който приносителят почита.

## Пътеводител
Достъпът до местността Айзмен дол (където се намира светилището Индипасха) може да се осъществи от пътя между град Царево и град Малко Търново. От южната страна на моста над река Велека (местността Качул), в източна посока от дясната страна по течението на реката започва застлан с чакъл горски път, който води до село Кости. Още в началото вдясно от пътя остава малък параклис „Света Богородица“ с чешма до него. След около 6,5 km има отбивка от пътя вдясно, а пътят е стръмен и води нагоре в горския масив. За отбивката има табелка, както и табло с надпис „Пазете от пожар“. Следвайки пътя, до мястото може да се стигне пеш за около 20 минути.
Алтернативен начин за достигане до местността Индипасха е по пътя от град Малко Търново към село Сливарово. На няколко километра преди селото има указателна табела от лявата страна на пътя, която указва посоката към мястото. Пътят не е в добро състояние, но за сметка на това има доста указателните табели. Като се следват табелите, след около 20 минути пътят излиза до мястото над светилището, където има поставени дървени маси и пейки. От това място между две дървета като импрозиран вход започва стръмното спускане към Индипасха.